# Heinrich Auspitz
Carl Heinrich Auspitz  (2. září 1835, Mikulov - 23. května 1886, Vídeň) byl rakouský dermatolog z moravského židovského rodu Auspitzů.

## Život
Heinrich Auspitz se narodil na Moravě jako syn chirurga Moritze Auspitze (1803–1880). Měl mladšího bratra Leopold (5. prosince 1838 - 23. února 1907), který byl c.k. generálmajor a spisovatel. V roce 1840 přijal jejich otec místo v židovské nemocnici ve Vídni, aby svým synům umožnil lepší vzdělání. Byl patronem chirurgie v Mikulově a při práci vykonal zkoušky, aby získal doktorát a po roce 1848 převzal místo primáře.
Heinrich odmaturoval a ve Vídni vystudoval medicínu v roce 1858 zakončenou doktorátem. Mezi jeho učitele patřil dermatolog Ferdinand von Hebra z Brna, s jehož synem Hansem se přátelil. V roce 1863 se Auspitz habilitoval na Vídeňské univerzitě v oboru dermatologie a syfilidologii. Od roku 1864 Auspitz pracoval v Histologickém ústavu Carla Wedla.
16. července roku 1865 se oženil s nejnadanější studentkou Bedřicha Smetany Augustou Kolářovou (19. března 1844 v Praze - 23. prosince 1878), který se stal známou jako klavíristka a skladatelka pod jménem Auguste Auspitz-Kolár.
V roce 1869 založil spolu s pražským profesorem Filipem Josefem Pickem (1834–1910) první německy psaný časopis pro dermatologii Archiv für Dermatologie und Syphilis. Jeho studie „O závislosti epidermis a coria“ byla publikována v roce 1870, přesto nezískal práci na klinice, proto se svými kolegy otevřel všeobecnou polikliniku ve Vídni s odbornými odděleními, jejímž ředitelem se stal v roce 1872. Jako docent od roku 1875 zavedl v následujícím roce kyretáž a chemochirurgii v léčbě kožních chorob. V roce 1882 byl zvolen členem Akademie věd Leopoldina. V roce 1884 se stal řádným profesorem a ředitelem druhého oddělení pro syfilis ve Všeobecné nemocnici ve Vídni.
Když v roce 1886 zemřel na srdeční onemocnění, přežil i svého syna Hanse (* kolem 1875 - leden 1879). Dne 25. května 1886 byl pohřben na vídeňském ústředním hřbitově v rodinném hrobě 16/E/3/12. 

## Cena Heinricha Auspitze
Rakouská společnost pro dermatologii a venerologii (Österreichische Gesellschaft für Dermatologie und Venerologie / ÖGDV) uděluje na jeho počest „Cenu Heinricha Auspitze“. Uděluje se každoročně od roku 2005 a je dotován částkou 10 000 eur. Vítězové od založení Ceny Heinricha Auspitze jsou: 
- 2020: Dr. Johanna Stroblová a Izabella Boreková
- 2019: Dominik Klaver a Vijay Kumar Patra
- 2018: Dr. Stanislava Tzaneva a Pablo Augusto Vieyra Garcia
- 2017: Patricia Freire a Nitesh Shirsath
- 2016: Dr. Stefan Blunder a Dr. John Griss
- 2015: Dr. Elisabeth Glitznerová a Dr. Tamara Koppová
- 2014 Dr. Marie Charlotte Brueggenová
- 2013: Dr. Partick Bruner a Dr. Katharina Grabmeier-Pfistershammerová
- 2012: Dr. Stephan N. Wagner
- 2011 Dr. Ahmad Jalili, Vídeň
- 2010: Univ. prof Dr. Petr Wolf
- 2009 Dr. Christopher Schuster
- 2009 Dr. Sandrine Dubracová
- 2008 Dr. Hans Skvara
- 2007 Dr. Jiří Starý
- 2006 Dr. Patrizia Stoitznerová
- 2005 Dr. Dieter Maurer

## Auspitzův fenomén
Se jménem Heinricha Auspitze je spojen významný diagnostický fenomén psoriasis vulgaris. Po seškrábnutí parakeratoticky zrohovatělé pokožky a otevření kapilár ležících těsně pod ztenčenou epidermis lze pozorovat bodové krvácení, známé jako „příznak krvavé rosy“ nebo „Auspitzův fenomén“. Tento jev sice popsal již v roce 1867 Ferdinand von Hebra ve svém "Atlasu kožních nemocí", avšak Auspitz tento diagnostický projev učinil známým, proto je spojen především s jeho jménem.

## Spisy
- Smallpox pamphlets (= Indiana State Board of Health, Louisiana). 1842.
- Über die mechanische Behandlung von Hautkrankheiten.
- Über die Zellen-Infiltrationen der Lederhaut bei Lupus, Syphilis und Scrofulose. Carl Ueberreuter, 1864.
- Die Lehren vom syphilitischen Contagium und ihre thatsächliche Begründung. Wilhelm Braumüller, Wien 1866. (Reprint: BiblioBazaar 2010, ISBN 978-1-145-86598-3)
- mit Seymour Basch: Untersuchungen zur Anatomie des Blatternprozesses. G. Reimer, 186x
- Die Seife und ihre Wirkung auf die gesunde und kranke Haut. Teudler, 1867.
- Ueber die Resorption ungelöster Stoffe bei Säugethieren. Ueberreuter, 1871.
- Über venöse Stauung in der Haut. Wilhelm Braumüller, Wien 1874.
- Die Bubonen der Leistengegend. Zwei Vorlesungen gehalten an der allgemeinen Poliklinik in Wien im Oktober 1873 (= Wiener Klinik. Ausgabe 12). 1875.
- Zur Pathologie der syphilitischen Initial-Sclerose. 1877.
- Über Lupus syphiliticus und scrophulosus. 1878.
- Über die Excision der syphilitischen Initial-Sclerose. Wilhelm Braumüller, Wien 1878.
- System der Hautkrankheiten. Wilhelm Braumüller, Wien 1881.
- System der Hautkrankheiten. 14. Band, zweite Hälfte, Wilhelm Braumüller, Wien 1881.
- Wien's sanitäre Verhältnisse und Einrichtungen: Festgabe an die Mitglieder der IX. Versammlung des deutschen Vereins für öffentliche Gesundheitspflege und der III. Versammlung des Vereins für Gesundheitstechnik in Wien September 1881. L.W. Seidel & Sohn, 1881.
- Zur Therapie der Hautkrankheiten: Über die Applikation von Arzneistoffen auf die Haut in dünnen, fest haftenden Schichten. 1883.
- Franz von Rinecker in Würzburg. 1883.
- Handbuch der Hautkrankheiten. F.C.W. Vogel, Leipzig 1883.
- Handbuch der Hautkrankheiten. F.C.W. Vogel, Leipzig 1884.
- Adrien Doyon (Übersetzung): Traite de Pathologie et de Therapeutique Generales des Maladies de la Peau. Paris 1887.
- Archiv für Dermatologie und Syphilis. Zweiter Jahrgang, Prag 1870.
- Archiv für Dermatologie und Syphilis. Reprint BiblioBazaar 2010, ISBN 978-1-147-62844-9.
- Archiv für Dermatologie und Syphilis. Reprint BiblioBazaar 2010, ISBN 978-1-147-63657-4.
- Beiträge zu Albert Eulenburgs Real-Encyclopädie der gesammten Heilkunde. Erste Auflage.
  - Band 5 (1881) (digitalizováno), S. 220–226: Favus
  - Band 6 (1881) (digitalizováno), S. 360–375: Hautkrankheiten im Allgemeinen (Systematik); S. 436–439: Herpes tondens
  - Band 8 (1881) (digitalizováno), S. 411–424: Lupus
  - Band 9 (1881) (digitalizováno), S. 12: Mentagra

## Prameny
- Moritz Benedikt: Aus meinem Leben. Erinnerungen und Erörterungen. Verlagsbuchhandlung Carl Konegen (Ernst Stülpnagel), Wien 1906, OCLC 476459687.
- Ludwig Eisenberg, Richard Croner: Das geistige Wien. Künstler- und Schriftsteller-Lexikon. Zweiter Band, C. Daberkow´s Verlag, Wien 1893, OCLC 163022727, S. 585.